# Loser (film)
Loser is een Amerikaanse romantische komedie uit 2000 onder regie van Amy Heckerling.

## Verhaal
Paul Tannek is een sociaal ongemakkelijke tiener die een beurs wint aan een universiteit. Daar brengt hij al zijn tijd met zijn neus in de boeken door en belandt regelmatig in gênante situaties. Niemand behalve Dora Diamond mag hem. Dora is een van zijn medestudenten die een geheime relatie heeft met professor Alcott. In de lessen houdt hij ervan haar te vernederen en ook na schooltijd behandelt hij haar slecht. Desondanks blijft ze bij hem. Om geld te verdienen, werkt ze stiekem in een stripclub. Paul wordt al gauw verliefd op haar, maar zij ziet hem meer als een vriend. Hij ziet professor Alcott als een grote hindernis in zijn kansen bij Dora en wil niets liever dan hem ontmaskeren. Echter, hij weet dat als hij dit doet, Dora niet meer bij hem wil zijn.

## Rolbezetting
| Acteur              | Personage               |
| ------------------- | ----------------------- |
| Jason Biggs         | Paul Tannek             |
| Mena Suvari         | Dora Diamond            |
| Greg Kinnear        | Professor Edward Alcott |
| Zak Orth            | Adam                    |
| Tom Sadoski         | Chris                   |
| Jimmi Simpson       | Noah                    |
| Bobby Slayton       | Sal                     |
| Dan Aykroyd         | Vader                   |
| Twink Caplan        | Gena                    |
| Andrea Martin       | Professor               |
| Robert Miano        | Victor                  |
| Meredith Scott Lynn | Dog-loving girl         |
| Stuart Cornfeld     | Foreman                 |
| Taylor Negron       | Photographer            |
| Martin Roach        | Veterinarian            |
| Catherine Black     | Military jacket girl    |

## Trivia
- De rol van Dora Diamond werd aangeboden aan Christina Ricci, maar zij sloeg deze af.
- David Spade, Colleen Camp, Alan Cumming en Andy Dick hebben een cameo in de film.
- De persoonlijkheid van Dora is deels gebaseerd op de vriendin van Franz Kafka.
- In Nederland kende de film enkel een direct-naar-videorelease. In de Verenigde Staten werd het wel in de bioscoop uitgebracht.